# Wanna Make It Happen
Wanna Make It Happen is de twintigste single van rockband Kane en de derde van het negende studioalbum Everything You Want.

## Release
Op de Hyves-pagina van Kane kon men stemmen welk van de nummers op Everything You Want als derde single uitgebracht moest worden. De ballad I Belong to You kreeg de meeste stemmen maar toch werd er gekozen voor Wanna Make It Happen omdat deze een beter vervolg zou zijn op de voorgaande Shot of a Gun.
Na de uitslag van de poll werd er niet meteen gesproken over een singlerelease. Wel werd er een videoclip vrijgegeven.
"Goed omdat we enthousiasme nooit willen temperen, vaag omdat wij zeker geen plannen hadden voor een echte singlerelease totdat we terug waren van vakantie! Wat we wel wilden doen was een filmpje op ons YouTube-kanaal zetten van een gepimpte versie van Wanna Make It Happen voor de fans." - Dinand Woesthoff 
De band wilde nog wachten met de release in verband met het feit dat Shot of a Gun nog van veel airplay genoot, maar TMF pakte de videoclip meteen op en de release werd opgeschoven.
Er was veel verwarring over welk nummer de derde single zou worden. Op TMF kreeg de live showcaseversie van Everything You Want airplay en in week 30 kwam deze de tipparade binnen op 25. De week erop werd het gecorrigeerd en steeg Wanna Make It Happen door van 25 naar 20. De uitverkiezing tot Alarmschijf bevestigde dat Wanna Make It Happen de derde single zou zijn. Het nummer werd vernieuwd en digitaal uitgebracht.
Uiteindelijk bleef Wanna Make It Happen steken op plaats 34 en bleef het nummer maar drie weken staan in de Nederlandse Top 40. Daarmee is Wanna Make It Happen een van de slechtst scorende Alarmschijven aller tijden.

## Tracklist
1. "Wanna Make It Happen" (Radio Edit) - 03:58

## Hitnotering
| Wanna Make It Happen in de Nederlandse Top 40 binnen: 16 augustus 2008 | Wanna Make It Happen in de Nederlandse Top 40 binnen: 16 augustus 2008 | Wanna Make It Happen in de Nederlandse Top 40 binnen: 16 augustus 2008 | Wanna Make It Happen in de Nederlandse Top 40 binnen: 16 augustus 2008 | Wanna Make It Happen in de Nederlandse Top 40 binnen: 16 augustus 2008 |
| Week                                                                   | 1                                                                      | 2                                                                      | 3                                                                      |                                                                        |
| ---------------------------------------------------------------------- | ---------------------------------------------------------------------- | ---------------------------------------------------------------------- | ---------------------------------------------------------------------- | ---------------------------------------------------------------------- |
| Nummer                                                                 | 36                                                                     | 34                                                                     | 34                                                                     | uit                                                                    |

## Videoclip
De videoclip is deels in de Verenigde Staten en deels in Nederland opgenomen in grotendeels zwart-wit. Het bestaat uit achter-de-schermen opnames bij het opnemen van het album en bij het opnemen van de videoclip Catwalk Criminal. Ook zijn er enkele scènes te zien van de TMF Showcase.